# 秦惠公 (戰國)
秦惠公（？—前387年），嬴姓，战国时期秦国君主。秦簡公之子，在位13年。

## 生平
前400年，秦简公去世，其子秦惠公继位。
前395年，派兵攻打绵诸。
前393年，秦国被魏国在汪（一说在陝西省澄城縣境内）击败。
前391年，派兵攻打韩国的宜阳（今河南省宜阳县），夺取六座城邑。同年，楚悼王派使者用重金交好秦国，与秦国结盟。
前390年，与魏国在武城（今陕西省渭南市华州区东）交战。在陕（今河南省三门峡市西）设县。
前389年，秦国出兵五十万进攻魏国的阴晋（今陕西省华阴市东南），但被魏西河郡郡守吴起以士兵五万、战车五百辆、骑兵三千击败。
前388年，秦惠公之子秦出公出生。
前387年，蜀国攻取南郑（今陕西省汉中市南郑区东），秦惠公派兵夺取南郑。魏国入侵秦国，秦军在武城击退魏军，但秦将识被魏军俘获。同年，秦惠公去世，葬于陵圉，其子秦出公继位。